# Lorcher Werth
Lorcher Werth este o arie protejată (arie specială de conservare — SAC, sit de importanță comunitară — SCI) din Germania întinsă pe o suprafață de 15,04 ha, integral pe uscat.

## Localizare
Centrul sitului Lorcher Werth este situat la coordonatele 50°02′04″N 7°49′03″E / 50.0344°N 7.8175°E.

## Înființare
Situl Lorcher Werth a fost declarat sit de importanță comunitară în iunie 2000 pentru a proteja 10 specii de animale. Situl a fost protejat și ca arie specială de conservare în martie 2008.

## Biodiversitate
Situată în ecoregiunea continentală, aria protejată conține 3 habitate naturale: Lacuri eutrofice naturale cu vegetație de tip Magnopotamion sau Hydrocharition, Râuri cu maluri nămoloase cu vegetație de Chenopodion rubri p.p. și Bidention p.p., Păduri aluvionare cu Alnus glutinosa și Fraxinus excelsior (Alno-Padion, Alnion incanae, Salicion albae).
La baza desemnării sitului se află mai multe specii protejate de  păsări (10): fluierar de munte (Actitis hypoleucos), pescăruș albastru (Alcedo atthis), gâscă cenușie (Anser anser), Charadrius dubius curonicus, ciocănitoare pestriță mică (Dendrocopos minor), șoimul rândunelelor (Falco subbuteo), pescăruș argintiu (Larus cachinnans), pescăruș mic (Larus minutus), ferestraș mic (Mergus albellus), gaia neagră (Milvus migrans).
Pe lângă speciile protejate, pe teritoriul sitului au mai fost identificate 3 specii de plante, 15 specii de nevertebrate.